# Laika russo europeu
O laika russo europeu[Nota] (em russo:  Русско-европейская лайка) é um laika que, como os outros, tem como qualidades o destemor e os corpos atléticos, projetados para o trabalho: caçar, puxar trenó e guardar. Transformado em raça no século XX pelas autoridades russas, foi cruzado com o pastor utchak para dar-lhe termperamento feroz, crucial para as tarefas designadas. Com o adestramento dito difícil, necessita desde cedo estar em contato com cães que já executem os trabalhos e com as pessoas, para que se torne ao menos confiável e menos instintivo à caça.